# Calolampra elegans
A Calolampra elegans a rovarok (Insecta) osztályának csótányok (Blattodea) rendjébe, ezen belül az eleventojó csótányok (Blaberidae) családjába tartozó faj.

## Előfordulása
A Calolampra elegans előfordulási területe az ausztráliai Queensland állam.

## Megjelenése
A nagytestű eleventojó csótányok egyike. Mindkét nemű állat, körülbelül 25-35 milliméter hosszú. A fényesen barna testük oldalán sárga csíkok és szegélyek vannak. A hím szárnyas, azonban a nőstény szárnyatlan. A nimfa előbb szürkésbarna, aztán drapp színű. Mikor eléri szülei méretének a felét, megjelennek a sárga mintázatai.

### Fordítás
- Ez a szócikk részben vagy egészben  a   Calolampra elegans című angol Wikipédia-szócikk ezen változatának fordításán alapul.  Az eredeti cikk szerkesztőit annak laptörténete sorolja fel. Ez a jelzés csupán a megfogalmazás eredetét és a szerzői jogokat jelzi, nem szolgál a cikkben szereplő információk forrásmegjelöléseként.